# .mu
.mu este un domeniu de internet de nivel superior, pentru Maurițius (ccTLD).